# Episodi di Ozark (terza stagione)
La terza stagione della serie televisiva Ozark è stata interamente distribuita su Netflix il 27 marzo 2020, in tutti i paesi in cui il servizio è disponibile.
| n° | Titolo originale       | Titolo italiano               | Pubblicazione USA | Pubblicazione Italia |
| -- | ---------------------- | ----------------------------- | ----------------- | -------------------- |
| 1  | Wartime                | Venti di guerra               | 27 marzo 2020     | 27 marzo 2020        |
| 2  | Civil Union            | Unione civile                 | 27 marzo 2020     | 27 marzo 2020        |
| 3  | Kevin Cronin Was Here  | Kevin Cronin è stato qui      | 27 marzo 2020     | 27 marzo 2020        |
| 4  | Boss Fight             | Scontro finale                | 27 marzo 2020     | 27 marzo 2020        |
| 5  | It Came From Michoacán | L'uomo che venne da Michoacán | 27 marzo 2020     | 27 marzo 2020        |
| 6  | Su Casa Es Mi Casa     | Su casa es mi casa            | 27 marzo 2020     | 27 marzo 2020        |
| 7  | In Case of Emergency   | In caso di emergenza          | 27 marzo 2020     | 27 marzo 2020        |
| 8  | BFF                    | La fondazione                 | 27 marzo 2020     | 27 marzo 2020        |
| 9  | Fire Pink              | Fire Pink Road                | 27 marzo 2020     | 27 marzo 2020        |
| 10 | All In                 | All in                        | 27 marzo 2020     | 27 marzo 2020        |

## Venti di guerra
- Titolo originale: Wartime
- Diretto da: Jason Bateman
- Scritto da: Chris Mundy

### Trama
Mentre in Messico infuria la guerra tra i clan, il casinò Missouri Belle a Ozark sta riscuotendo un buon successo e portando benefici all'economia locale. Marty è consapevole che presto il cartello gli chiederà di riciclare denaro, tuttavia preferirebbe farne a meno perché teme che, tra i numerosi dipendenti assunti, ci possa essere qualche agente federale infiltrato. Wendy è del parere opposto, ritenendo invece che possano riuscire a nascondere i loro affari dietro l'immagine pubblica positiva di imprenditori che stanno facendo il bene della comunità.
Mentre Charlotte lavora alle pubbliche relazioni del casinò con la madre, Jonah si sta interessando al farming. Dopo che i genitori lo spronano a trovare un lavoretto estivo all'aria aperta, Charlotte regala al fratello un drone. Ruth è preoccupata per Wyatt, il quale non ha ritirato nessuno dei soldi da lei versatigli periodicamente per tirare avanti. Wyatt è fermato dalla polizia per aver soggiornato abusivamente in una casa sfarzosa, sorpreso dal rientro anticipato dei proprietari. In centrale Ruth, venuta a pagare la cauzione del cugino, incontra Darlene, rea di aver bucato la gomma della macchina di una donna con cui aveva discusso all'incontro del gruppo di neo-mamme. Wyatt rifiuta i soldi di Ruth per la cauzione, così è Darlene a pagargliela.
Helen arriva a Ozark per annunciare ai Byrde che il cartello vuole riprendere il riciclaggio del denaro. Wendy ha elaborato un piano che consiste nel rilevare una società zoppicante nei pressi di Ozark, usandola come paravento per il riciclaggio del cartello. Helen porta Wendy a parlare direttamente con il grande capo Navarro, da cui arriva l'approvazione al suo piano. Marty elabora una strategia che consiste nell'inserire i soldi riciclati dentro i box dei giocatori d'azzardo. Ruth è tampinata da Frank Cosgrove Jr., cliente abituale del casinò nonché figlio di un importante boss della mafia di Kansas City, che vuole a tutti i costi mettersi in affari con lei. Dopo averlo fatto cacciare dal casinò, Ruth lo spinge dal pontile direttamente in acqua. Darlene chiede a Wyatt di venire a lavorare nella sua fattoria. Trevor ha intuito che il casinò nasconde gli affari loschi dei Byrde, avvertendo Marty che i Navarro stanno perdendo la guerra dei clan e quindi prima o poi non godrà più della loro protezione.
Approfittando del trovarsi a Chicago, Wendy passa a vedere la sua vecchia casa, dove adesso vive una nuova famiglia. Entrata usando una chiave nascosta, Wendy si diverte a creare disordine prima di tornarsene a Ozark e chiudere definitivamente questo capitolo della sua vita passata.

## Unione civile
- Titolo originale: Civil Union
- Diretto da: Jason Bateman
- Scritto da: Martin Zimmerman

### Trama
Marty è costretto a cedere una quota maggiore dei profitti del casinò a Frank Cosgrove Sr. come forma di compensazione per l'incidente causato da Ruth a suo figlio. Intanto, ci sono nuovi arrivi a Ozark. Helen, accompagnata dalla figlia Erin che trascorrerà le vacanze estive con lei, ha comprato casa per seguire più da vicino gli affari dei Byrde. Ben, il fratello di Wendy, chiede ospitalità dopo che è appena stato licenziato dal suo lavoro di insegnante per aver dato in escandescenze durante una lezione. Marty e Wendy formulano una proposta piuttosto vantaggiosa ai coniugi Carl e Anita Knarlson per rilevare il loro casinò, il Big Muddy di Saint Joseph. I Knarlson tuttavia si dimostrano tenaci, non volendo rinunciare all'attività che portano faticosamente avanti da venticinque anni. I Byrde però non agiscono all'unisono, dato che Marty ha messo sotto sorveglianza il cellulare di Wendy e sa che la moglie non gli racconta la verità circa le sue conversazioni con Helen e Navarro.
Wendy pregusta la conclusione dell'affare con i Knarlson, allettati dalla loro ultima offerta, quando giunge la notizia che il casinò concorrente ha subito un incendio. Questo offre l'assist ai Knarlson per rinunciare definitivamente alla trattativa con i Byrde, visto che il "contrattempo" occorso ai competitori spalanca loro enormi praterie per poter tornare a galleggiare. Wendy ignora che è stato Marty l'artefice di tutto, avendo egli pagato Frank Sr. perché i suoi uomini provocassero l'incendio. Darlene entra in confidenza con Wyatt, raccontandogli che i Langmore erano una famiglia di contrabbandieri molto rispettata a Ozark, caduti in disgrazia a causa di quegli inetti di suo padre Russ e suo zio Cade. Mentre Charlotte aiuta Erin ad ambientarsi a Ozark, Johan (sobillato da suo zio Ben) inizia ad invaghirsi della figlia di Helen, spiandola con il drone. Marty non vede di buon occhio la presenza di Ben in casa, sperando che il suo soggiorno a Ozark duri il meno possibile.
Wendy e Ruth sono costretti a giocare un'ultima e disperata mossa per costringere i Knarlson a vendere, manomettendo le loro slot machine che iniziano a erogare vincite cospicue a tutti i giocatori. Trevor annuncia a Marty che il giudice ha firmato il mandato che autorizza l'FBI a passare al setaccio tutte le operazioni compiute dal Missouri Belle.

## Kevin Cronin è stato qui
- Titolo originale: Kevin Cronin Was Here
- Diretto da: Cherien Dabis
- Scritto da: Miki Johnson

### Trama
Marty fa la conoscenza di Maya Miller, l'agente dell'FBI incaricata di tenerlo sotto controllo. Wendy e Helen annunciano ai dipendenti del Big Muddy che il casinò sarà temporaneamente chiuso per ristrutturazione. I Knarlson irrompono alla riunione, dichiarando che il casinò è ancora di loro proprietà e che non intendono vendere l'annesso hotel. Marty deve incassare l'ennesimo sgarbo da parte della moglie, avendo programmato con Ruth di usare il Big Muddy per riciclare il denaro. Frank Sr. mette Wendy al corrente che è stato Marty a chiedergli di incendiare il casinò dei concorrenti dei Knarlson. Nel frattempo, Helen informa Marty che il piano di sua moglie non ha futuro perché Navarro è poco convinto di usare il Big Muddy per il riciclaggio. Da qualche notte Wendy fa dei sogni strani su Marty, evidenziando come il loro rapporto non sia affatto saldo in questo momento.
Helen decide di prendere in mano la situazione, chiedendo a Ruth se si sentirebbe pronta a dirigere il Bug Muddy da sola. I coniugi Knarlson hanno una discussione quando Anita accusa il marito di non aver avuto abbastanza fegato nelle trattative per la vendita del loro casinò; lui la colpisce e Anita precipita in un crepaccio, perdendo la vita. Ben resta impressionato quando, durante un giro in barca con Jonah, un poliziotto li ha fermati per l'alta velocità a cui stavano andando, senza però multarli perché il ragazzino è figlio dei Byrde. Wendy provoca Darlene, proponendole in maniera piuttosto sfacciata di entrare come socia nel loro casinò in cambio della custodia del piccolo Zeke. Darlene le tira uno schiaffo, facendo sanguinare Wendy al labbro esattamente come voleva la signora Byrde. Marty chiude un accordo con gli REO Speedwagon, una band che lo aiuterà a riciclare esibendosi al Big Muddy. Maya Miller avverte Marty che la situazione per lui si sta facendo molto seria, poiché l'FBI punta a incriminarlo per rapporti con la criminalità organizzata che gli costerebbero il carcere a vita. Maya gli offre una scappatoia, facendosi incriminare per un reato minore e diventando informatore dell'FBI nello stanare i Navarro. Marty intercetta una telefonata tra Wendy e Navarro, dove quest'ultimo afferma che la loro linea di comunicazione non è più sicura.
Durante il concerto degli Speedwagon, Marty accetta la proposta di collaborazione con l'FBI. Subito dopo averne parlato con Maya, Marty è avvicinato da alcuni uomini che lo costringono a salire a bordo della loro macchina. Accorgendosi che il cognato viene portato via, Ben allerta Ruth. I due si mettono all'inseguimento del veicolo, dal quale scende uno dei sicari che li minaccia con la pistola in modo da farli desistere.

## Scontro finale
- Titolo originale: Boss Fight
- Diretto da: Cherien Dabis
- Scritto da: John Shiban

### Trama
Marty è condotto nella residenza di Navarro in Messico, senza sapere per quale motivo sia finito sotto sequestro. Lo stesso Navarro resta criptico circa le ragioni della sua prigionia, pur facendogli capire che non è soddisfatto di come sta gestendo gli "affari". A Ozark, Wendy è costretta a rivelare a Ben che lei e Marty lavorano per il cartello, subendo la reprimenda del fratello per aver coinvolto i figli nel loro business sporco. Accedendo ai suoi canali informali, Helen appura che Marty è ancora vivo e che l'obiettivo di Navarro è verificare se loro a Ozark sono in grado di riciclare senza di lui.
Ruth sostituisce Marty alla guida del casinò. La versione ufficiale comunicata all'FBI è che Marty si trova a Kansas City per affari, ma Maya ha le prove che l'uomo è stato portato via dai sicari del cartello. Navarro rivela a Marty di averlo sequestrato perché spia le sue telefonate con Wendy, affermando che deve avere più fiducia in sua moglie. Ruth mette insieme una squadra di nove persone, compreso Ben, per fingersi giocatori al casinò e riciclare il denaro perdendolo al gioco. Maya lascia a Wendy il suo biglietto da visita, formulandole la stessa proposta di collaborazione fatta al marito. Ruth va nel panico quando non riesce a trasferire il denaro su un conto di Navarro a Panama, temporaneamente congelato dall'FBI. In Messico, Navarro chiede conto di questo fatto a Marty che gli mostra una complicata procedura attraverso cui è possibile aggirare il blocco.
Marty illustra il suo nuovo piano a Navarro, promettendogli che riuscirà addirittura a reclutare Maya Miller, l'agente dell'FBI che gli sta alle costole. Ritenendosi soddisfatto, Navarro lascia andare Marty che è riaccompagnato a casa.

## L'uomo che venne da Michoacán
- Titolo originale: It Came From Michoacán
- Diretto da: Amanda Marsalis
- Scritto da: Laura Deeley

### Trama
Nonostante lo shock del sequestro, Marty appare tranquillo e rilassato, tanto da riprendere subito a lavorare. Wendy gli illustra la strategia di riciclaggio avanzata da Ruth, volta a ridurre il flusso di denaro del casinò senza intaccare i profitti ed essere scoperti dai federali. Marty si dice favorevole all'idea di Ruth, ma le chiede di liberarsi di Frank Jr., la cui costante presenza nel casinò rischia di intaccare i loro affari. Navarro vuole che i Byrde acquistino una fattoria nel Kentucky, dove è allevato un cavallo considerato purosangue di razza. Da qualche tempo, Charlotte ed Erin hanno iniziato a frequentare un gruppo di ragazzi su una barca, uno dei quali si chiama Tommy e lavora per i Cosgrove. Quando Tommy scopre che Erin è la figlia di Helen, l'avvocato dei Byrde, inizia a tempestarla di domande sui rapporti tra le due famiglie. Charlotte riferisce questo fatto a Helen, la quale pretende che interrompano la frequentazione con questo ragazzo. Ruth è vittima di uno scherzo della banda di Cosgrove, venendo rinchiusa dentro un camion.
Wyatt accetta di testimoniare in tribunale a favore di Darlene nella causa per la custodia di Zeke. Il ragazzo riferisce al giudice che è stata Wendy a provocare Darlene, ingiuriandola con epiteti molto offensivi, e che la signora Snell è un'ottima madre per Zeke. Vinta la causa, Darlene non riesce più a nascondere l'attrazione che prova verso Wyatt e i due finiscono a letto insieme. Darlene inizia a seminare l'eroina, ma precisa che Wyatt dovrà starne alla larga perché è una persona troppo intelligente per diventare un drogato. Ben vendica Ruth, coprendo di mangime per uccelli l'automobile di Frank Jr. che viene danneggiata dai volatili. Helen fornisce a Marty informazioni utili per portare Maya dalla loro parte. Navarro impartisce l'ordine di castrare lo stallone, che si scopre essere di proprietà del suo rivale, nella fattoria in Kentucky.
Wendy costringe Helen a darle il numero telefonico di Navarro, inveendo contro di lui per aver rovinato l'affare della fattoria. Il boss replica gelido che lei e Marty non sono suoi soci, bensì dei servi che gli devono assoluta obbedienza, ammonendola di non azzardarsi più a telefonargli.

## Su casa es mi casa
- Titolo originale: Su Casa Es Mi Casa
- Diretto da: Ben Semanoff
- Scritto da: Paul Kolsby

### Trama
Durante una seduta di terapia di coppia, Marty e Wendy iniziano a litigare pesantemente, rinfacciandosi i rispettivi errori e decidendo di prendersi una pausa di riflessione. Darlene annuncia a Helen che si appresta a riprendere la coltivazione dell'eroina, violando i precedenti accordi ed esponendo tutti loro a un forte pericolo, considerate la vicinanza del campo al casinò e la presenza dell'FBI. Erin sta continuando a frequentare Tommy, nonostante Charlotte tenti disperatamente di farle cambiare idea. Un pomeriggio sul lago Tommy inizia un pericoloso gioco con la pistola, sfidando Jonah a colpire tre bottiglie di birra. L'intervento della polizia, richiamata dagli spari, evita che la situazione possa degenerare. Convocate in centrale a recuperare i figli, Wendy accusa Helen di non fare abbastanza per vigilare su Erin, ricevendo come risposta che la nascente amicizia tra loro è prossima alla fine. Intanto, si scopre che Tommy agisce come informatore di Trevor per scovare informazioni utili sui Byrde.
Wendy si accorge che Ben, sofferente del disturbo bipolare, ha smesso di prendere le sue medicine perché lo rendevano impotente nei rapporti sessuali con Ruth. Wendy intima la ragazza, se vuole continuare a frequentarlo, di costringerlo a ricominciare ad assumere i farmaci. Darlene e Wyatt convincono Three a lavorare part-time come coltivatore d'eroina, trasferendosi nel capanno situato dentro la proprietà della donna. Avendo capito che suo fratello e Darlene sono una coppia, Three lo riferisce a Ruth che si presenta da loro per chiedere a Wyatt di tornare a casa. Il cugino però non intende perdonarla per aver ucciso suo padre e le sbatte la porta in faccia. Uscendo dal supermercato, Marty si accorge di essere seguito da uomini del cartello dei Lagunas e chiede la protezione di Navarro, anche se questo significa tornare a vivere a casa con la sua famiglia. Wendy spiega alla famiglia che intende creare una fondazione per riciclare il denaro.
Ruth si reca alla consegna di denaro fatta dai Cosgrove. Ben e Jonah, seguendola con il drone, si accorgono che stanno arrivando dei suv e riescono ad avvertirla di mettersi al riparo prima che si scateni la carneficina, in cui restano vittime Tommy e due suoi compari.

## In caso di emergenza
- Titolo originale: In Case of Emergency
- Diretto da: Alik Sakharov
- Scritto da: Ning Zhou

### Trama
L'FBI interroga Ruth, la quale nega di essere stata sulla scena della sparatoria, nonostante sul selciato risultino tracce di pneumatico collegabili alla sua macchina. Frank Sr. chiede ragioni a Marty di quanto accaduto, avvertendolo che la situazione sta pericolosamente degenerando e farà fatica a tenere buone le famiglie delle tre vittime. Convocato a testimoniare, Marty apprende che l'FBI punta a incriminarlo sia di riciclaggio che di omicidio, essendo a conoscenza del ruolo di informatore che Tommy aveva presso di loro. Tutt'altro che convinto dalle blande rassicurazioni di Marty, Frank Jr. ordina ai suoi uomini di colpire Ruth che, aggredita a calci e pugni, finisce dritta in ospedale. Helen spera di mettere al sicuro Erin, facendola tornare a Chicago, ma la figlia rifiuta di muoversi da Ozark.
Three informa Wyatt di quanto successo a Ruth, incassando il suo rifiuto a farle visita in ospedale. Darlene vuole sapere da Wyatt i dettagli dei suoi trascorsi con Ruth, scoprendo che è stata sua cugina a uccidere Russ e Boyd. Helen incarica un sicario del cartello di uccidere Sue, la terapista che ha avuto Marty e Wendy come cliente, poiché la donna sapeva troppe cose sul loro conto. I Byrde vanno a trovare Ruth in ospedale. La ragazza brama vendetta nei confronti di Frank Jr. facendo capire di essere pronta a mettere in discussione la loro alleanza se non la accontenteranno. Dimessa dall'ospedale, Ruth riceve la visita di Wyatt che, scusandosi per non essere andato a trovarla, prova a ricordarle quanto fossero forti e uniti i Langmore prima che arrivassero i Byrde.

## La fondazione
- Titolo originale: BFF
- Diretto da: Alik Sakharov
- Scritto da: John Shiban

### Trama
Marty cerca Sue, non trovandola in casa, e spulciando nella sua agenda scopre che aveva appuntamento con Helen, intuendo quindi la tragica sorte che le è capitata. Mentre al Missouri Belle fervono i preparativi in vista della festa d'inaugurazione della fondazione dei Byrde, Charlotte, Jonah ed Erin iniziano a scontare la condanna ai servizi sociali, infilitta loro al posto di ogni incriminazione per quanto successo al lago con Tommy. Accompagnando i figli al primo giorno di servizi sociali, Wendy ha l'occasione di chiarire con Helen quanto accaduto a Sue. L'avvocato di Navarro si dice stanca di dover sempre intervenire a riparare i loro danni, auspicando che la serata della fondazione sia un successo. Marty fornisce a Maya informazioni riguardanti un'importante frode finanziaria, ma l'agente le rifiuta, così le stesse vengono fatte arrivare tramite Wendy al senatore del Missouri Andrew Wade. Rimproverata dai superiori per aver ignorato un dossier importante come quello offertole da Marty, Maya viene sollevata dal caso e rispedita in ufficio a Washington, perdendo così quel servizio attivo che aveva faticosamente inseguito per tutta la sua carriera.
Ben resta sorpreso nel vedere che Ruth non è mossa da alcun intento vendicativo nei confronti dei Cosgrove. Dopo aver inutilmente tentato di farsi ricevere dal boss di Kansas City, Ben aggredisce un uomo in un bar e viene arrestato, nominando Helen suo avvocato. La donna mette in allarme i Byrde sulla condotta del fratello di Wendy che sta attirando troppo l'attenzione. I timori di Helen trovano conferma la sera della festa, quando Ben si presenta in evidente stato confusionale e tira un pugno a Marty che aveva appena terminato il suo discorso di benvenuto. Ben viene arrestato e lo sceriffo decide il suo ricovero in una struttura psichiatrica, rimedio drastico che Wendy ha sempre sperato di evitare, considerando che il fratello lo aveva già subito dieci anni prima e da quel momento era notevolmente peggiorato. Wendy e Ruth vanno a fargli visita, apprendendo che Ben vuole vedere soltanto la sua fidanzata e non la sorella, da lui considerata la responsabile della situazione. Ben racconta a Ruth di aver capito che è stata Wendy a uccidere suo padre Cade. Riferendo a Navarro che la serata al casinò è stata un disastro, Helen gli suggerisce di interrompere gli affari con i Byrde.
Darlene intercede presso lo sceriffo, riuscendo a far dimettere Ben dal centro psichiatrico. L'uomo si fa condurre in taxi a casa di Helen, inveendo contro di lei e urlando alla figlia che sua madre lavora per il cartello dei Navarro, oltre ad avere sulla coscienza la scia di sangue che sta infestando Ozark.

## Fire Pink Road
- Titolo originale: Fire Pink
- Diretto da: Alik Sakharov
- Scritto da: Miki Johnson

### Trama
Marty rimprovera Ruth per aver fatto dimettere Ben. Quando il cognato arriva e si vanta del suo sfogo nei confronti di Helen, Marty ordina a Ruth di nasconderlo perché sicuramente la donna starà mandando qualcuno a ucciderlo. Mentre Ruth sistema provvisoriamente Ben a casa di Darlene, contando sul ritrovato feeling con Wyatt, Marty e Wendy cercano di rabbonire Helen che ha dovuto lasciar andare Erin, la quale ha preteso di tornare immediatamente a Chicago dopo le shoccanti scoperte fatte sul conto della madre. Helen afferma che la situazione è definitivamente fuori controllo, quindi dovrà attuare ogni passo necessario alla tutela del business di Navarro.
Nelson, il sicario di Navarro, è già sulle tracce di Ben e si presenta da Ruth, scoprendo che non si trova lì. Prima che se ne vada, Ruth trova la conferma che è stato lui a uccidere suo padre e gli domanda se ha sofferto prima di morire. Nelson va al casinò, dove Marty ha scortato Ben da un'uscita di sicurezza per condurlo da Wendy che lo porterà in macchina lontano da Ozark. Durante il viaggio fratello e sorella avranno modo di dirsi quello che anni di incomprensioni avevano sepolto. Tuttavia, l'astinenza da farmaci rende Ben instabile e lo induce a commettere la grave leggerezza di contattare Helen per scusarsi, dandole modo di rintracciare la telefonata e renderli localizzabili. Marty comunica a Maya che il casinò ha registrato un improvviso boom dei profitti, offrendole così l'occasione di restare a Ozark per continuare le indagini.
Con la scusa di andare in bagno, Wendy si alza dal tavolo del ristorante in cui stava cenando con Ben e sgattaiola verso la macchina, abbandonando il fratello al suo amaro destino. Mentre Wendy sfoga il suo dolore al telefono con Marty, Nelson raggiunge Ben per compiere il suo incarico.

## All in
- Titolo originale: All In
- Diretto da: Alik Sakharov
- Scritto da: Chris Mundy

### Trama
I Lagunas sferrano un attacco durante il battesimo dell'ultimogenito di Navarro, il quale non era presente alla cerimonia che stava seguendo da remoto. Helen annuncia al grande capo che ha intenzione di assumere il controllo dell'impresa dei Byrde, iniziando a manovrare per ottenere la licenza di apertura di un nuovo casinò. Nelson restituisce a Marty e Ruth il cadavere di Ben, cremato nella casa funebre di Ozark. Wendy trascorre le giornate chiusa in macchina, ubriacandosi per dimenticare la morte del fratello di cui lei stessa si sente direttamente responsabile. Quando un bambino le si avvicina al supermercato, Wendy ha un improvviso risveglio e si rende conto che deve riprendere in mano la propria vita, facendo quindi ritorno a casa. Qui è ben accolta da Marty e Charlotte, non altrettanto da Jonah che non le perdona l'aver lasciato che Helen facesse uccidere suo zio Ben. Charlotte prova a farlo ragionare sulla situazione in cui, volenti o nolenti, si trovano schiacciati.
Dopo aver litigato animatamente con Wendy, Ruth si licenzia e dichiara di non voler più avere niente a che fare con i Byrde. Wendy precipita sempre più in crisi, confessando a Marty che è stata lei a effettuare la telefonata che ha condotto Ben alla morte, poiché Helen non sarebbe mai stata in grado da sola di risalire alla localizzazione di un telefono usa e getta. Maya lancia un messaggio a Marty, arrestando Sam Dermody come parte della strategia di riciclaggio messa in campo dai Byrde al casinò. Marty è disposto a offrire all'agente dell'FBI una prova di straordinaria importanza nella lotta al clan Lagunas, vale a dire le immagini dell'assalto ai Cosgrove riprese dal drone di Jonah. Maya afferma tuttavia di non poterle usare, dato che altrimenti bisognerebbe spiegare il perché Ruth fosse presente sulla scena. Darlene vendica Ruth, sparando al pene di Frank Jr., dopodiché si presenta all'accampamento dei Langmore per offrirle di lavorare per lei. Navarro vuole che i Byrde accorrano immediatamente in Messico per una replica della cerimonia di battesimo del suo ultimogenito, unico sopravvissuto alla sparatoria dei Lagunas. Helen si sta preparando ad andare con loro, quando alla porta di casa sua si presenta Jonah che minaccia di spararle con il suo fucile. Facendo leva sulle conseguenze cui andrebbe incontro se la uccidesse, Helen riesce a non farlo sparare.
Marty, Wendy, Helen e Nelson giungono alla tenuta di Navarro. Il capo esce ad accoglierli, e Nelson uccide Helen davanti ai Byrde. Navarro ha quindi deciso di scaricare il suo avvocato, dando piena fiducia ai Byrde con cui intende intensificare i legami.